# Centris
Genre
Synonymes
- Centris (Cyanocentris) Friese, 1900
- Centris (Melanocentris) Friese, 1900
- Centris (Penthemisia) Moure, 1950
- Centris (Poecilocentris) Friese, 1900
- Centris (Rhodocentris) Friese, 1900
- Centris (Trichocentris) Snelling, 1956
- Gundlachia Cresson, 1865
- Hemisia Klug, 1807
- Hemisiella Moure, 1945
- Paremisia Moure, 1945

Centris est un genre d'insectes hyménoptères de la famille des Apidae (abeilles), de la sous-famille des Apinae et de la tribu des Centridini.
De nombreuses espèces du genre Centris vivent au sein des termitières arboricoles et terrestres actives telles que Centris derasa (cas de termitophilie).

## Liste des sous-genres
Aphemisia – Centris – Hemisiella – Heterocentris – Melacentris – Paracentris – Penthemisia – Ptilocentris – Ptilotopus – Schisthemisia – Trachina – Wagenknechtia – Xanthemisia